# Gotó Jukio
Gotó Jukio japán válogatott labdarúgó.

## Nemzeti válogatott
A japán válogatottban 4 mérkőzést játszott.

## Statisztika
| Japán válogatott | Japán válogatott | Japán válogatott |
| Időszak          | Mérk.            | gól              |
| ---------------- | ---------------- | ---------------- |
| 1930             | 2                | 0                |
| 1931             | 0                | 0                |
| 1932             | 0                | 0                |
| 1933             | 0                | 0                |
| 1934             | 2                | 0                |
| Összesen         | 4                | 0                |